# Handnoor, Jevargi
Handnoor là một làng thuộc tehsil Jevargi, huyện Gulbarga, bang Karnataka, Ấn Độ.